# Monotelismo
Il monotelismo (noto anche come monoteletismo o eresia di Sergio) fu una dottrina cristologica affermatasi nella Chiesa bizantina nel VII secolo che predicava la presenza di una sola volontà (thelem) o la predominanza della volontà divina in Gesù Cristo, senza negare la sua doppia natura. Prima consistente nell'affermazione che in Cristo esiste un'unica volontà o un'unica operatività o energia (monoenergismo), nelle sei decadi della sua diffusione passò poi per diverse formulazioni, approdando al monotelismo sensu stricto che negava che alle volontà divina e umana si potesse dare il nome di energia ma predicando piuttosto la predominanza della volontà divina sulla volontà umana. I suoi principali sostenitori furono il patriarca di Costantinopoli Sergio e il patriarca copto di Alessandria Ciro, nonché l'imperatore Eraclio. Il loro scopo politico era rappresentato dal tentativo di sanare lo scisma con le Chiese monofisite in Egitto e in Siria e rafforzare l'Impero bizantino minacciato dai persiani. Dopo un temporaneo ricongiungimento tra Costantinopoli e Alessandria e dopo una serie di controversie che avrebbero investito anche il papa Onorio, tale dottrina fu dichiarata eretica dal terzo Concilio di Costantinopoli nel 681.

## Dottrina
Etimologicamente il termine monotelismo (in greco antico: ϑέλησις, ϑέλημα? ("volere, volontà") implica che i suoi sostenitori predicassero l'esistenza di una sola volontà in Cristo. In realtà il movimento dottrinale corrisponde a uno spettro di interpretazioni declinate nell'arco di sessant'anni. Nacque come monoenergismo (μία ἐνέργεια, "una sola energia, una sola attività"), cioè presenza di una sola energia o attività in Cristo. Né questa interpretazione né il monotelismo propriamente detto negano l'esistenza della volontà divina e umana e delle energie/attività divina e umana, ma «si rifiutano di prenderle in considerazione o meglio negano che a queste volontà, a queste attività, si possa dare il nome di ϑέλημα, di ἐνέργεια». I monoteliti affermavano che solo la volontà ipostatica o egemonica di natura divina meritasse la definizione di volontà, ovvero che prevalesse sulla volontà umana, mentre l'ortodossia prevalente dichiarerà che «in Gesù Cristo, pur essendo tutto ϑεοκίνετος (cioè mosso al volere e all'azione dal Verbo), il Verbo agisce e vuole divinamente attraverso la sua natura e volontà divina, umanamente attraverso la sua natura e volontà umana.»
Se Cristo avesse avuto una libera volontà umana, distinta da quella divina, egli avrebbe potuto anche ribellarsi a quest'ultima e dunque anche peccare, evenienza esclusa dall'abituale fede e anche dai concili di Efeso e di Costantinopoli II, i quali stabilirono che Cristo non peccò mai ed era immune da passioni e inclinazioni cattive e pertanto in Cristo non vi furono mai contrasti di volontà. Sembrerebbe dunque che in Cristo vi fosse sempre stata un'unica volontà effettiva. Che tutti gli atti, umani e divini, si attribuiscano all'unica persona di Cristo, dovrebbe voler dire che unico è il principio di tali atti, unica è l'energia operante. D'altra parte, la mancanza di peccato in Cristo poteva essere conseguenza di una mancanza di volontà umana e della presenza in lui di una sola volontà divina.
L'obiezione dei cristiani ortodossi è che la negazione di una volontà umana avrebbe dato a Cristo un'umanità imperfetta oltre a togliere valore alla sua Passione redentrice.

## Storia

### Sergio di Costantinopoli e papa Onorio
Intorno al 610-619 Sergio I, patriarca di Costantinopoli, presentò la sua teoria dell'unica energia di Cristo ai vescovi ortodossi allo scopo di ristabilire l'unità con i vescovi monofisiti. Sergio era sostenitore e consigliere dell'imperatore Eraclio, il quale desiderava riconquistare l'Egitto e la Siria, e che nel 622 in Armenia suggerì al capo dei monofisiti che Cristo possedesse due nature in una persona, con una volontà (thelēma) e un'energia (energeia). Secondo la testimonianza di Massimo il Confessore, nella sua Disputatio cum Pyrrho, Sergio scrisse a Teodoro di Faran, in Arabia, inviandogli una lettera del suo predecessore Menas a Papa Vigilio – considerata apocrifa dal III concilio di Costantinopoli - in cui si parla di «unica energia».
Nel 626, l'imperatore Eraclio e Ciro, vescovo di Fasi (Mar Nero), affrontarono il problema del monotelismo. Ciro, ora patriarca di Alessandria d'Egitto, il 3 giugno 633 presentò una formula di unità con i monofisiti d'Egitto in cui affermava che «l'unico Cristo opera azioni divine e umane con un'unica energia teandrica», cioè divina e umana. La soddisfazione di Ciro, dell'imperatore Eraclio e di Sergio, ma soprattutto dei monofisiti – «noi non siamo andati verso il concilio di Calcedonia, ma il concilio di Calcedonia è venuto a noi» – mise in allarme i cattolici ortodossi. Sofronio di Gerusalemme, monaco siro, chiese a Ciro di non predicare una dottrina eretica. Ciro inviò Sofronio dal patriarca Sergio, che trovò una soluzione di compromesso: non si sarebbe parlato né di una né di due energie. Quindi scrisse a Ciro e a papa Onorio I che la decisione fu presa per non ostacolare il cammino verso i dissidenti.
Nella lettera, Sergio affermò che Sofronio: aveva chiesto di eliminare l'espressione "unica", ma farlo avrebbe significato disfare per una questione terminologica un'unione ottenuta con tanto sforzo; si era proibito di accennare a una o due energie; che credeva che «lo stesso e unico Figlio, Nostro Signore Gesù Cristo, ha operato il divino e l'umano e che ogni energia, tanto divina che umana, proviene indivisibilmente da un solo e unico Verbo fatto uomo.» Aggiunge che «l'espressione 'due energie' scandalizza molti, perché non si trova nei Padri e porterebbe a insegnare l'esistenza simultanea in Cristo di due volontà opposte ed è impossibile che una stessa persona abbia su un medesimo punto una volontà contraddittoria» e infine «i Padri insegnano che mai la volontà di Cristo si è mossa da sola e in opposizione all'ispirazione del Verbo.»
Papa Onorio I rispose nel 634 che «confessiamo una sola volontà di nostro Signore Gesù Cristo, unico agente della Divinità e dell'umanità, perché in lui non era volontà alcuna della carne, né ripugnante al volere divino. Se a causa delle opere della Divinità e dell'umanità si debbano dire o intendere una o due operazioni, non è di nostra incombenza e la lasciamo ai grammatici; piuttosto bisogna abbandonare le innovazioni nelle parole che possono dare scandalo e specialmente non parlare di una o due operazioni.» Cinquant'anni dopo questa affermazione sarebbe stata costata molto cara al pontefice.

Papa Giovanni IV, nella sua Apologia pro Honorio papa, indirizzata nel 641 all'imperatore Costantino III, figlio di Eraclio, scriveva che «il nostro predecessore rispose a Sergio che non esistevano nel nostro Redentore due volontà opposte, ha cioè negato l'esistenza di una volontà viziata dalla carne giacché non si danno in Cristo le conseguenze del peccato originale». L'abate Simpono, estensore della lettera di Onorio a Sergio, confermava che «abbiamo detto che non c'era che una volontà del Signore non nel senso che ci fosse una sola volontà della Divinità e dell'umanità: non parlavamo che della volontà dell'umanità. Dal momento che Sergio aveva scritto che alcuni insegnavano due volontà opposte in Cristo, abbiamo risposto che in Cristo non esistevano due volontà opposte, quella della carne e quella dello spirito».
Intanto Sofronio, eletto nel 634 patriarca di Gerusalemme, in una Epistola Synodica parlò di «ciascuna energia», ma evitò l'espressione «due energie». Anche papa Onorio, in una seconda lettera a Sergio, chiese ancora di evitare quell'espressione.

### L'Ekthesis
Nel 638, a risposta all’Epistola Synodica di Sofronio, scomparso l'anno prima, venne pubblicato l'Ekthesis, un documento dottrinale preparato da Sergio e firmato da Eraclio, che proibì di parlare di una o due energie e affermò l'esistenza in Cristo di una sola volontà, thelema, chiamata anche «volontà ipostatica». Sergio di Costantinopoli spirò nel dicembre 638 e gli successe Pirro, che confermò l'Ekthesis. Nello stesso anno morì anche Onorio, in ottobre. Dopo il breve pontificato di Severino, nel 640 il nuovo pontefice Giovanni IV, in un sinodo romano, condannò il monotelismo e l'Ekthesis, come fece anche il suo successore Teodoro I.
Intanto il patriarca di Costantinopoli Pirro, caduto in disgrazia, fu sostituito da Paolo II. Pirro abiurò il monotelismo e si recò a Roma cercando l'appoggio di Teodoro I, che lo ricevette con tutti gli onori e scrisse a Paolo II chiedendogli spiegazioni. Ma intanto Pirro lasciò Roma e ritrattò l'abiura; papa Teodoro lo condannò con un gesto inequivocabile: sulla tomba dell'apostolo Pietro, unì all'inchiostro una goccia del «sangue di Cristo» e firmò l'anatema; scomunicò anche il patriarca Paolo II e chiese nuovamente di ritirare l'Ekthesis. Il nuovo imperatore Costante II, nel tentativo di andare incontro alle richieste della Chiesa di Roma, nel 647 emanò l'editto Typos perí písteos, o Sigillo di fede, preparato da Paolo II, in cui proibì nuovamente di esprimersi sull'una, o duplice, energia o volontà.
Ma ormai la questione era andata troppo avanti: il nuovo papa Martino I (649 – 655), nel Concilio Lateranense del 649, condannò sia il monotelismo che il Typos e scomunicò i monotelisti. Costante II reagì duramente, facendolo arrestare (653) e condurre a Costantinopoli (654) e poi inviandolo in esilio (655) a Cherso in Crimea, dove morì.

### Il Concilio ecumenico del 680-681
Con la salita al trono di Costantino IV Pogonato nel 668 la questione si avviò alla conclusione. Ormai gli arabi avevano sottratto ineluttabilmente la Siria, la Palestina e l'Egitto all'impero bizantino, quindi venivano meno i moventi politici del monotelismo. Per questo, con la complicità del patriarca Teodoro, l'imperatore scrisse nel 678 a papa Agatone (678 – 681) dichiarandosi pronto alla riunificazione ecclesiastica e chiedendo l'invio di una delegazione al Terzo Concilio di Costantinopoli (680 – 681). Nel 680 Agatone tenne prima un sinodo a Roma che sentenziò che la volontà è una proprietà della natura, pertanto c'erano due nature e due volontà in Cristo, con la volontà umana conformata alla volontà divina. Il concilio di Costantinopoli confermò questa dottrina e condannò definitivamente il monotelismo e dichiarò che Cristo ha «due volontà naturali, e due operazioni naturali, senza divisione, commutazione, separazione, confusione, secondo gli insegnamenti dei Padri; due volontà non contrarie, ma la sua volontà umana segue la sua volontà divina e onnipotente, senza opposizione né ribellione ma interamente sottomessa». Il Concilio approvò la scomunica di Teodoro di Faran, Sergio, Paolo, Pirro, Ciro e papa Onorio in quanto, pur non avendolo promosso, non ebbero condannato il monotelismo.
Il nuovo papa Leone II (682 - 683) approvò le decisioni del concilio, precisando che Onorio (625-638) «non illuminò la Chiesa apostolica con la dottrina della tradizione apostolica e, con il suo profano accondiscendere, permise che l'intemerata Chiesa romana venisse macchiata». Fu colpevole perché «non si curò di spegnere agli inizi, come conveniva a un papa, la fiamma dell'eresia, ma la favorì con la sua negligenza.»

### Eredità
L'imperatore Filippico avrebbe tentato invano di riportare in auge il monotelismo durante il suo regno (711-713). La dottrina continuò ad avere un certo seguito nella Chiesa maronita.